# Liste des épisodes des Vacances de l'amour

Logo de la série

Cette page présente la liste des épisodes de la série télévisée française Les Vacances de l'amour.

## Première saison (1996)
Cette saison a été diffusée du 4 août 1996 au 10 novembre 1996 sur TF1.
1. Surprises
2. Mystère
3. Avenir incertain
4. Incertitude
5. Cas de conscience
6. Des adieux qui font mal
7. Le Menteur
8. La Dette
9. Tel épris qui croyait prendre
10. La Vengeance
11. L'Enfant
12. La Star, première partie
13. La Star, seconde partie

## Deuxième saison (1996-1997)
Cette saison a été diffusée du 24 novembre 1996 au 27 juin 1997 sur TF1.
1. Trafic, première partie
2. Trafic, seconde partie
3. Retour de flammes
4. Décollage immédiat
5. Le Roi de cœur
6. L'Affaire Don Bardone, première partie
7. L'Affaire Don Bardone, seconde partie
8. L'Appel du large, première partie
9. L'Appel du large, seconde partie
10. Richard
11. L'Étrangère, première partie
12. L'Étrangère, seconde partie
13. Rupture, première partie
14. Rupture, seconde partie
15. Maladie d'amour, première partie
16. Maladie d'amour, seconde partie
17. La Pêche miraculeuse
18. Cacahuète
19. L'Ange maudit
20. Le Secret de Jeanne, première partie
21. Le Secret de Jeanne, deuxième partie
22. Duel
23. Le Secret de Jeanne, troisième partie

## Troisième saison (1997-1999)
Cette saison a été diffusée du 20 décembre 1997 au 22 septembre 1999 sur TF1.
1. Week-end explosif
2. Le Radeau de la méduse
3. Money
4. Paparazzi
5. Un père et manque
6. Gala
7. L'amour est aveugle
8. Kidnapping
9. Coup de folie
10. La Traque
11. Tueur en séries
12. Témoin
13. Un passé encombrant
14. Rencontres
15. Panique
16. Lia
17. Le Catamaran
18. Le Casse
19. Mourir un jour ou l'autre
20. La Filière
21. L'Amnésique
22. La Belle et le playboy
23. Sarah
24. Des vacances exceptionnelles
25. La Rançon
26. L'Enfant perdu
27. Double jeu
28. L'Angoisse des profondeurs
29. Amour fou
30. La Main dans le sac
31. Samouraï
32. Pirates
33. Le Neveu
34. Main mise
35. Une affaire étouffée
36. Champion
37. Lune de miel
38. Accident
39. De bien sales draps
40. Paradisio
41. Le Magicien
42. La Cible
43. La Rançon sans la gloire
44. Rêve d'enfant
45. Passion dangereuse
46. Graine de violence
47. Tapis rouge
48. La Puce et les deux cerveaux
49. Ça tourne mal
50. Poker tueur
51. Femmes fatales
52. Le Trésor ou la vie
53. Deal mortel

## Quatrième saison (2000-2001 et 2005)
Cette saison a été diffusée du 17 mai 2000 au 9 février 2001, puis du 8 janvier 2005 au 5 février 2005 sur TF1.
1. Une autre histoire
2. Retour
3. Les Chemins du hasard
4. Urgences
5. Accusation
6. Vagues de passion
7. Coma
8. Dérives
9. Absence fatale
10. Entre la vie et la mort
11. Attentes
12. Des espoirs
13. Envols
14. Naufrages
15. Sauvetage
16. Reprise
17. Éclaircies
18. Détente
19. Révolution
20. Sang neuf
21. Ville morte
22. Un bébé
23. Manque
24. Voyages
25. Le Goût de vivre
26. Déchirements
27. Enlèvement
28. Violence
29. Fatalité
30. Recherches
31. Sans espoir
32. Toujours là
33. Accident
34. Comme si…
35. Cousine
36. Cambriolage
37. Fuite
38. Évasions
39. Poursuites
40. Délivrance
41. Coup de théâtre
42. Retours
43. Chassés-croisés
44. Veille de fête
45. Arrivées
46. Trop de bonheur
47. Supercherie
48. Caracas
49. La Revenante
50. Passions
51. Déraison
52. Conspirations
53. À l'infini

## Cinquième saison (2006-2007)
Cette saison a été diffusée du 20 novembre 2006 au 23 mars 2007 sur TF1.
1. Nouvelle vie, première partie
2. Nouvelle vie, seconde partie
3. Dérapages
4. Injoignable
5. Espoir et désespoirs
6. Chute libre
7. Une si jolie histoire
8. Pour de vrai
9. Désillusion
10. Point de rupture
11. Dans les airs
12. Sans elle
13. Le Temps
14. Enfin
15. Furieusement
16. Guérilla
17. Dîners
18. À suivre…